# Ablemma gombakense
Espèce
Synonymes
- Ablemma gombakensis Wunderlich, 1995

Ablemma gombakense est une espèce d'araignées aranéomorphes de la famille des Tetrablemmidae.

## Distribution
Cette espèce est endémique de Malaisie péninsulaire.

## Étymologie
Son nom d'espèce, composé de gombak et du suffixe latin -ense, « qui vit dans, qui habite », lui a été donné en référence au lieu de sa découverte, le district de Gombak.

## Publication originale
- Wunderlich, 1995 : Beschreibung bisher unbekannter Spinnenarten und -Gattungen aus Malaysia und Indonesien (Arachnida: Araneae: Oonopidae, Tetrablemmidae, Telemidae, Pholcidae, Linyphiidae, Nesticidae, Theridiidae und Dictynidae). Beiträge zur Araneologie, vol. 4, p. 559-579.